# Théâtre de Poche-Montparnasse
Pour les articles homonymes, voir Théâtre de Poche.
Le théâtre de Poche-Montparnasse (également appelé théâtre de Poche ou Poche-Montparnasse) est un théâtre parisien privé situé dans l'impasse Robiquet accessible au 75, boulevard du Montparnasse dans le 6e arrondissement de Paris.

## Historique
Inaugurée en 1943 par Marcel Oger, cette petite salle au fond d'une impasse, à l'origine un café, est née en pleine Occupation. Le théâtre ne dispose au départ que de soixante places, d'où son nom de « théâtre de poche ». Jean Vilar y présente le premier spectacle composé de trois pièces : Orage d'August Strindberg, Césaire de Jean Schlumberger, Veuve d'Henry Becque.
Ce lieu de l'avant-garde théâtrale accueille des créations de jeunes auteurs connus et inconnus : Marguerite Duras, Roland Dubillard, Jacques Audiberti (Le Mal court) ou Eugène Ionesco (La Leçon), Carragiale (La Lettre perdue mise en scène par Marcel Cuvelier), ou Isidore Isou (La Marche des Jongleurs mise en scène par Jacques Polieri).
À compter de 1956 le théâtre est dirigé par Renée Delmas et Etienne Bery qui ouvrent une deuxième salle de cent places qui double la capacité d'accueil et permet une programmation plus variée.
En 2010, cinquante théâtres privés parisiens réunis au sein de l’Association pour le soutien du théâtre privé (ASTP) et du Syndicat national des directeurs et tourneurs du théâtre privé (SNDTP), dont fait partie le Poche-Montparnasse, décident d'unir leur force sous une enseigne commune : les Théâtres parisiens associés.
En janvier 2013, il rouvre ses portes après un an de travaux de rénovation avec Le Mal court de Jacques Audiberti, créé sur place en 1947, et La naïve de l'auteur Fabio Marra.

## Direction
Créé par Marcel Oger, le théâtre est ensuite dirigé par Pierre Valde, France Guy de 1951 à 1953, Marcel Cuvelier, André Cellier, et par Renée Delmas et son mari le comédien Étienne Bierry de 1958 à 2011. Antoine Bourseiller a été associé à leur direction de mai 1965 à mai 1966. Depuis décembre 2011, après son rachat par Philippe Tesson, le théâtre de Poche est dirigé par Stéphanie Tesson et Charlotte Rondelez.

## Répertoire
- 1943 : Césaire de Jean Schlumberger, mise en scène par Jean Vilar
- 1943 : Orage d'August Strindberg
- 1943 : Veuve d'Henri Becque
- 1945 : Le Rimauguet, spectacle de chansonniers, avril
- 1945 : Le Petit Jeu d’Adam et d’Eve de Corentin Queffélec, mise en scène de l’auteur, juillet
- 1945 : André Frère, octobre
- 1945 : La Cinquantaine de Georges Courteline, L’Anniversaire de la fondation et Une noce d’Anton Tchekhov, mise en scène Georges Vitaly, décembre
- 1946 : Des hommes de Jean Canolle, mise en scène de l’auteur, juin
- 1946 : David et Bethsabée de Marcel Ollivier, mise en scène Paul Œttly, juillet
- 1946 : Le Collier de la Reine et Le Dernier des Sioux de R. J. Chauffard, mise en scène Claude Martin
- 1946 : La Pomme rouge de René Aubert, mise en scène Pierre Valde, décembre
- 1946 : André Frère, décembre
- 1947 : Le Gouffre d’après Leonid Andreïev, mise en scène Georges Annenkov, janvier
- 1947 : Les Amants de Noël de Pierre Barillet, mise en scène Pierre Valde, avril
- 1947 : Pantomimes de Marcel Marceau, avril
- 1947 : Le Mal court de Jacques Audiberti, mise en scène Georges Vitaly, 17 juin
- 1947 : Les Enfants du Bon Dieu de Jean-Marie Dunoyer, mise en scène Pierre Valde, septembre
- 1947 : Le Testament du Père Leleu de Roger Martin du Gard, mise en scène Pierre Valde, septembre
- 1947 : Un amour comme le nôtre de Guy Verdot, mise en scène R. Mautier, décembre
- 1949 : Nouvelles Pantomimes burlesques et Un mimodrame de Marcel Marceau, mise en scène Marcel Marceau
- 1949 : La Légende de Thyl Eulenspiegel de Charles De Coster, mise en scène Nicolas Bataille, décembre
- 1950 : L'Exception et la Règle de Bertolt Brecht, mise en scène Jean-Marie Serreau, 18 janvier
- 1950 : Le Gardien du tombeau de Franz Kafka, mise en scène Jean-Marie Serreau, 18 janvier
- 1950 : Le Collier de la Reine et Le Dernier des Sioux de R. J. Chauffard, mise en scène Claude Martin, mars
- 1951 : Mort au comptant de Jean-Charles Pichon, 3 actes, mise en scène France Guy, par la Compagnie France Guy, avec Marcel Cuvelier
- 1951 : La Leçon d'Eugène Ionesco, mise en scène Marcel Cuvelier, 20 février
- 1951 : Sacha Masoch de Daniel Mauroc, mise en scène Marcel Cuvelier
- 1951 : Les Radis creux comédie en 3 actes de Jean Meckert, mise en scène Pierre Valde, novembre
- 1951 : Pays du Silence, pièce en 1 acte traduite de l’américain par Peter Ross, en "avant dîner". mise en scène Marcel Cuvelier, avec Antoine Vitez
- 1952 : Phèdre ou l’esprit de famille, comédie en 5 actes de Jean Canolle, mise en scène France Guy, par la Compagnie France Guy avec Henri Nassiet
- 1952 : Capitaine Bada de Jean Vauthier, mise en scène André Reybaz, 12 janvier
- 1952 : Le Dernier Dialogue de Max-André Baeza, en "avant dîner" avant Capitaine Bada
- 1952 : Oncle Vania d'Anton Tchekhov, sous la direction de France Guy et Sacha Pitoëff, mise en scène Georges Pitoëff, avec notamment Sacha Pitoëff, Carmen Pitoëff et Svetlana Pitoëff
- 1953 : Le Plaisir des parents de Jean-Charles Pichon, comédie en 5 tableaux, mise en scène France Guy, par la Compagnie France Guy avec Jacques Vigoureux, janvier
- 1953 : L'Alchimiste de Ben Jonson, mise en scène Marcel Cuvelier, août
- 1953 : Du rire…aux larmes spectacle en 2 actes et 11 tableaux de Léon-Michel, Alexandre Breffort, Bernard Dupre, André Frère et Raymond Capy, mise en scène Léon-Michel, 30 octobre
- 1954 : La Marche des Jongleurs "polylogue à impliques" d'Isidore Isou, mise en scène Jacques Polieri, 19 janvier
- 1954 : Le Marchand de Venise de William Shakespeare, mise en scène Gregori Chmara, 24 avril
- 1954 : Aërt de Romain Rolland, mise en scène André Cellier, juillet
- 1955 : Le Jeu de l’amour et de la mort de Romain Rolland, mise en scène Marcel Cuvelier, janvier
- 1955 : L’Opéra du gueux de John Gay, mise en scène André Cellier et Gilles Léger, 13 mars
- 1955 : Rosmersholm d’Henrik Ibsen, mise en scène François Candelier, septembre
- 1956 : Naissance de l’Odyssée de Georges Sallet d'après le roman de Jean Giono, mise en scène Marc Renaudin, janvier
- 1956 : Soledad de Colette Audry, mise en scène François Perrot, 2 mai
- 1956 : Saint Elie de Gueuce et Catherine Aulnaie de Patrice de La Tour du Pin, mise en scène Antoine Bourseiller, juin
- 1956 : Fidélité conjugale pièce adaptée de six nouvelles d’Anton Tchekhov, mise en scène  Gregori Chmara, juillet
- 1956 : pièces de Michel de Ghelderode, août
- 1956 : La Mandragore de Nicolas Machiavel, mise en scène Georges Peyrou, septembre
- 1958 : Le Square de Marguerite Duras, mise en scène Claude Martin, mai
- 1958 : Humiliés et offensés d'André Charpak d'après Fiodor Dostoïevski, mise en scène Gregori Chmara, 5 juin
- 1958 : Éboulement au quai nord d’Ugo Betti, mise en scène Marcelle Tassencourt, décembre
- 1959 : Tchin-Tchin de François Billetdoux, mise en scène François Darbon, 26 janvier
- 1959 : Créanciers d'August Strindberg, mise en scène Gregori Chmara, 13 juillet
- 1959 : La Plus Forte d'August Strindberg, mise en scène André Cellier
- 1960 : Les Radis creux de Jean Meckert, mise en scène Étienne Bierry, 16 mars
- 1960 : L'Homme à l'ombrelle blanche de Charles Charras, mise en scène Georges Vitaly, 30 mai
- 1960 : Pâques d’August Strindberg, mise en scène André Cellier, 16 août
- 1960 : Histoire de nuit de Seán O'Casey, mise en scène André Cellier, 16 août
- 1960 : Une mesure pour rien de Jean Rebel, 16 août
- 1960 : Soledad de Colette Audry, mise en scène François Perrot, 23 décembre
- 1961 : Une sainte de Julia Chamorel, mise en scène Roland Dubillard, février
- 1961 : Impromptus à loisir : Poivre de Cayenne, Grand Vizir, L’Azote et Le Défunt, pièces en 1 acte de René de Obaldia, mise en scène Arlette Reinerg et Mel Howard, juin
- 1961 : Naïves Hirondelles de Roland Dubillard, mise en scène Arlette Reinerg, 16 octobre
- 1962 : Baby foot de Robert Soulat, mise en scène Gabriel Garran, 12 octobre
- 1962 : Le Manège conjugal de Goffredo Parise, mise en scène Marie-José Laurent, 29 novembre
- 1963 : Les Viaducs de la Seine-et-Oise de Marguerite Duras, mise en scène Claude Régy, 16 février
- 1963 : Comédies à une voix d’André Frère, décembre
- 1964 : Le Pélican d'August Strindberg, mise en scène Rafaël Rodriguez, mars
- 1964 : Les Viaducs de la Seine-et-Oise de Marguerite Duras, mise en scène Claude Régy, reprise
- 1964 : Itinéraire pour demain soir et Mauvais rêves pièces en 1 acte de François Paliard, mai
- 1964 : Le Songe d'August Strindberg, mise en scène Ram Goffer, juillet
- 1965 : L’Autre Royaume de Marc Desclozeaux, mise en scène Daniel Emilfork, avril
- 1965 : Lettres portugaises, mise en scène Antoine Bourseiller, 15 mai
- 1965 : Victimes du devoir d'Eugène Ionesco, mise en scène Antoine Bourseiller, 15 mai
- 1965 : L'Esclave d'Amiri Baraka, mise en scène Antoine Bourseiller, 30 octobre
- 1965 : Le Métro fantôme de LeRoi Jones, mise en scène Antoine Bourseiller, 30 octobre
- 1966 : Bertrand, Strip-tease et En pleine mer de Sławomir Mrożek, mise en scène Antoine Bourseiller, 18 mars
- 1966 : L'Éveil du printemps de Frank Wedekind, mise en scène Frédéric Ruchaud, mai
- 1966 : La Princesse et la communiante de Fernando Arrabal, mise en scène Jorge Lavelli, juillet
- 1966 : Leçons de français pour Américains, La Jeune Fille à marier et Au pied du mur d'Eugène Ionesco, mise en scène Antoine Bourseiller, 8 juillet
- 1966 : L'Eté de Romain Weingarten, mise en scène Jean-François Adam, 31 octobre
- 1968 : Conditionnement de Michel Butor, 22 janvier
- 1968 : Clownesques avec Pierre Byland
- 1968 : Lady Macbeth, mise en scène Tania Balachova
- 1968 : En passant par la Lorraine de Philippe Adrien, mise en scène Bruno Castan
- 1968 : Charles VI de Claude Cyriaque, mise en scène Jean-François Adam, 8 octobre
- 1969 : Comédie de Samuel Beckett, mise en scène Jean-Marie Serreau, 21 janvier
- 1969 : Les Nonnes d'Eduardo Manet, mise en scène Roger Blin, 7 mai
- 1970 : Amédée ou Comment s'en débarrasser d'Eugène Ionesco, mise en scène Jean-Marie Serreau, 7 mai
- 1970 : Jean Harlow contre Billy the Kid de Michael McClure, adaptation Roland Dubillard, mise en scène Antoine Bourseiller
- 1970 : Les Adieux de la Grande-Duchesse de Bernard Da Costa, mise en scène Jacques Mauclair, 3 octobre
- 1971 : La Peau d'un fruit sur un arbre pourri de Victor Haïm, mise en scène Jean-Paul Roussillon, 11 mai
- 1972 : Le Soir des diplomates de Romain Bouteille, mise en scène de l'auteur, 10 avril
- 1972 : Non Stop de M. Z. Bordowicz, mise en scène Bronislaw Bordowicz
- 1973 : Le Premier d'Israel Horovitz, mise en scène Michel Fagadau, 21 mai
- 1975 : La Caverne d'Adullam de Jean-Jacques Varoujean, mise en scène Étienne Bierry, 17 novembre
- 1976 : Les Moutons de la nuit de Denise Bonal, mise en scène Étienne Bierry, 27 avril
- 1976 : Isaac et la sage femme de Victor Haïm, mise en scène Étienne Bierry, 8 octobre
- 1977 : Lady Strass d'Eduardo Manet, mise en scène Roger Blin, 18 mars
- 1977 : Sigismond de Jean-Jacques Tarbès, mise en scène Étienne Bierry, 9 septembre
- 1978 : Le Premier d'Israel Horovitz, mise en scène Michel Fagadau, 27 octobre
- 1979 : Neige de Romain Weingarten, mise en scène de l'auteur, 5 octobre
- 1980 : Une place au soleil de Georges Michel, mise en scène Étienne Bierry, 12 février
- 1980 : Ouverture sur mer de Reine Bartève, mise en scène Julian Negulesco, 4 juin
- 1981 : Le Butin de Joe Orton, mise en scène Étienne Bierry, 4 février
- 1981 : Accordez vos violons de Victor Haïm, mise en scène Étienne Bierry, 15 juin
- 1981 : Interviouve de Louis-Ferdinand Céline, mise en scène Jean Rougerie
- 1982 : Baron, Baronne de Jean-Jacques Varoujean, mise en scène Étienne Bierry, 22 janvier
- 1982 : Le Butin de Joe Orton, mise en scène Étienne Bierry, 26 janvier
- 1982 : Souvenirs du faucon maltais de Jean-Pierre Enard, mise en scène Étienne Bierry, 3 mai
- 1982 : Flock de Sylvain Rougerie, mise en scène Étienne Bierry, 13 septembre
- 1983 : Vera Baxter ou les Plages de l'Atlantique de Marguerite Duras, mise en scène Jean-Claude Amyl
- 1983 : La Dernière Bande de Samuel Beckett, mise en scène Michel Dubois
- 1983 : Restaurant de nuit de Michel Bedetti, mise en scène Étienne Bierry, 5 octobre
- 1984 : Le Plaisir de l'amour de Robert Pouderou, mise en scène Étienne Bierry, 28 mai
- 1984 : L'Elève de Brecht de Bernard Da Costa, mise en scène Nicolas Bataille
- 1984 : Molly Bloom d'après James Joyce
- 1984 : Le Pharaon de Geva Caban, mise en scène Étienne Bierry, 18 janvier
- 1984 : Kidnapping de Catherine Rihoit, mise en scène Étienne Bierry, 14 décembre
- 1985 : Ma femme d'Anton Tchekhov, mise en scène Marcel Cuvelier
- 1985 : Dernière Lettre d'une mère juive soviétique à son fils d'après Vassili Grossman, mise en scène André Cellier, 1er février
- 1985 : La Part du rêve de Michèle Ressi, mise en scène Étienne Bierry, 28 mai
- 1985 : L'Écornifleur de Jules Renard, mise en scène Étienne Bierry, 15 octobre
- 1985 : Esquisses viennoises de Peter Altenberg, mise en scène Véra Gregh, 5 novembre
- 1986 : La Poule d'en face de John Ford Noonan, mise en scène Michel Fagadau, 10 avril
- 1986 : Amédée ou Comment s'en débarrasser d'Eugène Ionesco, mise en scène Étienne Bierry, 15 octobre
- 1987 : Belle Famille de Victor Haïm, mise en scène Étienne Bierry, 27 mars
- 1987 : Docteur Raguine d'après Anton Tchekhov, mise en scène Julian Negulesco
- 1987 : Suite irlandaise : L'Ombre du val de John Millington Synge, Devant la prison de Lady Gregory, Purgatoire de John Butler Yeats, mise en scène Jean Bollery, mai
- 1987 : Coup de crayon de Didier Wolff, mise en scène Christian Rauth, 9 juin
- 1987 : Variations sur le canard de David Mamet, mise en scène Jacques Seiler, 22 septembre
- 1987 : Ma chère Rose de Josette Boulva et Marie Gatard, mise en scène Josette Boulva et Frédérique Ruchaud, 21 octobre
- 1988 : Docteur Raguine d'après Anton Tchekhov, mise en scène Julian Negulesco, 12 février
- 1988 : Histoire d'un fou d'Emmanuel Bove, mise en scène Florent Meyer et Aïni Iften, 6 juin
- 1988 : La Dernière Bande de Samuel Beckett, mise en scène Étienne Bierry, 4 août
- 1988 : Le Plus Heureux des trois d'Eugène Labiche, mise en scène Étienne Bierry
- 1988 : Pour l'amour de Marie Salat de Régine Deforges, mise en scène Rachel Salik
- 1989 : Journal d'une petite fille de Hermine Hug von Hugenstein, mise en scène Pierre Tabard, 17 janvier
- 1989 : Monsieur Songe de Robert Pinget, mise en scène Jacques Seiler, 25 mai
- 1989 : Visite d'un père à son fils de Jean-Louis Bourdon, mise en scène Georges Werler
- 1989 : Ossia de Didier-Georges Gabily, mise en scène de l'auteur
- 1990 : Vingt-quatre heures de la vie d'une femme de Stefan Zweig, mise en scène Marion Bierry
- 1990 : Chambre 108 de Gérald Aubert, mise en scène Georges Werler, 16 octobre
- 1991 : Les Empailleurs de Toni Leicester, mise en scène Étienne Bierry, 1er juin
- 1992 : Montaigne ou Dieu que la femme me reste obscure de Robert Pouderou, mise en scène Pierre Tabard
- 1992 : Clotilde et moi d'après les Contes cruels d'Octave Mirbeau, mise en scène Marion Bierry, 17 mars
- 1993 : La Fortune du pot de Jean-François Josselin, mise en scène Étienne Bierry
- 1994 : Les Grandes Personnes d'Olivier Dutaillis, mise en scène Jean-Michel Vanson, 1er octobre
- 1994 : Retour à Pétersbourg de Gilles Costaz, mise en scène Georges Werler, 7 novembre
- 1995 : Alain Sachs fou d'amour d'Alain Sachs, mise en scène Bernard Sultan, 18 janvier
- 1995 : Pas de fleur pour maman de Nathalie Saugeon, mise en scène Stéphane Bierry, 21 janvier
- 1995 : Journal d'un curé de campagne d'après Georges Bernanos, mise en scène Jean-Pierre Nortel, 10 mai
- 1995 : La Seconde Surprise de l'amour de Marivaux, mise en scène Marion Bierry
- 1996 : L’Argent du beurre de Louis-Charles Sirjacq, mise en scène Étienne Bierry
- 1997 : L'Écornifleur de Jules Renard, mise en scène Marion Bierry
- 1997 : Après la pluie de Sergi Belbel, mise en scène Marion Bierry
- 1997 : Quelqu'un de Robert Pinget, mise en scène Jacques Seiler, 23 septembre
- 1998 : 4e tournant de Josette Boulva et Marie Gatard, mise en scène Étienne Bierry, 30 janvier
- 1998 : Créanciers d'August Strindberg, mise en scène Jean-Claude Amyl
- 1999 : Teddy de Jean-Louis Bourdon, mise en scène Jean-Michel Ribes, 25 janvier
- 2000 : Le Chant du crapaud de Louis-Charles Sirjacq, mise en scène Julian Negulesco, 11 février
- 2001 : Antoine et Catherine de Sylvie Blotnikas, mise en scène Julien Rochefort
- 2002 : L’Embrasement des Alpes de Peter Turrini, mise en scène Georges Werler
- 2002 : Les Directeurs de Daniel Besse, mise en scène Étienne Bierry, 1er février
- 2002 : La Tectonique des nuages de José Rivera, mise en scène Marion Bierry
- 2003 : Coco Perdu de Louis Guilloux, mise en scène Stéphane Bierry, 6 mars
- 2003 : La Cuisine d'Elvis de Lee Hall, mise en scène Marion Bierry, 2 septembre
- 2003 : Portrait de famille de Denise Bonal, mise en scène Marion Bierry, 12 décembre
- 2005 : Sur un air de tango d'Isabelle de Toledo, mise en scène Annick Blancheteau & Jean Mourière, 25 août
- 2005 : Les Nonnes d'Eduardo Manet, mise en scène Stéphane Bierry, 15 février
- 2006 : L'Illusion comique de Corneille, mise en scène Marion Bierry, 30 mai
- 2007 : Les riches reprennent confiance de Louis-Charles Sirjacq, mise en scène Étienne Bierry, 12 septembre
- 2008 : La Contrebasse de Patrick Süskind, mise en scène Élisabeth Vitali, 3 juin
- 2009 : Le Journal à quatre mains d'après Flora Groult et Benoîte Groult, mise en scène Panchika Velez, 10 janvier
- 2009 : Rhinocéros - Résister d'après Eugène Ionesco, mise en scène Jean-Marie Sirgue, 22 janvier
- 2009 : La Ronde d'Arthur Schnitzler, mise en scène Marion Bierry, 11 décembre
- 2010 : Strictement amical de Sylvie Blotnikas, mise en scène Julien Rochefort, 24 août
- 2010 : Au nom du fils de Alain Cauchi, mise en scène Étienne Bierry, 17 décembre
- 2011 : Au nom du fils de Alain Cauchi, mise en scène Étienne Bierry, 7 juin
- 2013 : Le Mal court de Jacques Audiberti, mise en scène Stéphanie Tesson
- 2013 : To Be Hamlet or Not de Charlotte Rondelez, mise en scène de Charlotte Rondelez
- 2014 : Les Pompières-Poétesses, concept de Juliette Allauzen, mise en scène Romain Puyuelo
- 2015 : Etat de Siège, d'après Albert Camus, mise en scène de Charlotte Rondelez
- 2016 : La Médiation de Chloé Lambert, mise en scène Julien Boisselier
- 2017 : Amphitryon de Molière, mise en scène Stéphanie Tesson
- 2017: Cabaret Liberté! , mise en scène de Charlotte Rondelez
- 2018 : La Révolte d'Auguste de Villiers de L'Isle-Adam, mise en scène Charles Tordjman
- 2018 : Ich bin Charlotte, de Doug Wright, mise en scène Steve Suissa
- 2018 : La Ménagerie de verre de Tennessee Williams, mise en scène Charlotte Rondelez
- 2018 : Dialogue aux Enfers entre Machiavel et Montesquieu de Maurice Joly, adaptation théâtrale et mise en scène Marcel Bluwal
- 2019 : « Tchekhov à la folie » : L'Ours et Une demande en mariage de Anton Tchekhov, mise en scène Jean-Louis Benoît